# ماري إل. بواس
ماري إل. بواس (بالإنجليزية: Mary L. Boas) هي رياضياتية وفيزيائية أمريكية، ولدت في 10 مارس 1917 في بروسر في الولايات المتحدة، وتوفيت في 17 فبراير 2010 في سياتل في الولايات المتحدة.